# ديفيد إل. غريغ
ديفيد إل. غريغ (بالإنجليزية: David L. Gregg)‏ هو دبلوماسي وصحفي ومُحرِّر ومحامي وسياسي أمريكي، ولد في 21 يوليو 1819 في بنسيلفانيا في الولايات المتحدة، وتوفي في 23 ديسمبر 1868 في كارسون سيتي في الولايات المتحدة. حزبياً، نشط في الحزب الديمقراطي. وقد انتخب عضو مجلس نواب إلينوي.